# Moda na década de 1960

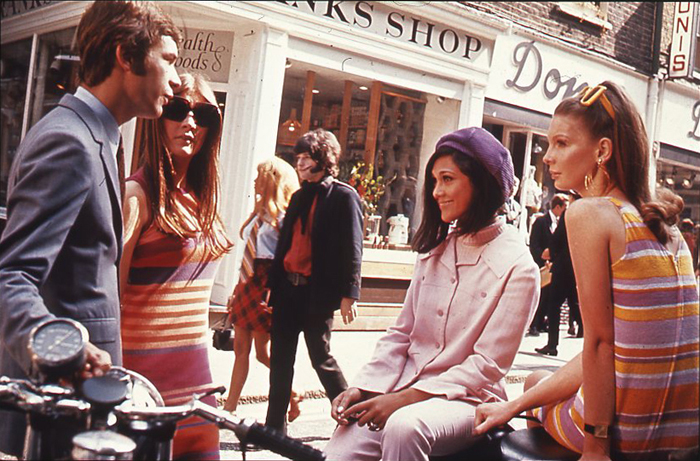
Moda da década de 60 em Londres, Carnaby Street, 1966. The National Archives Reino Unido.

A moda na década de 1960 é marcada pela minissaia, o monequini, o uso de cortes simétricos e geométricos, o vestiário unissex tem força com o jeans e as blusas sem gola, além das roupas com um estilo espacial, fluorescente e metálica. Além disso, as mulheres vão começar a aderir peças íntimas como a calcinha e a meia-calça o que trazia uma segurança para usar a minissaia e curtir um rock’n roll. Diante disso, vemos claramente que houve uma modificação na indumentária dos anos 50, saindo do engessamento da moda e entrando em um campo onde o valor se encontra mais no comportamento. Dessas características indumentárias, a minissaia e a calça comprida foram dois itens que trouxeram um choque para a sociedade da época, com a diferença que as calças “evidenciavam uma simetria de gêneros; para as gerações mais velhas, representavam mesmo a masculinização da mulher”. Enquanto que as minissaias remetiam ao sexo e a associação com a pílula anticoncepcional uma vez que ambos correspondem ao um controle do corpo. Nesse mesmo período, a moda unissex e andrógena se faz cada vez mais presente. O unissex se mostra evidente nessa década quando agrega “o uso de calças compridas iguais por homens e mulheres” e a moda andrógena por não ter um enquadramento de gênero definido.
É possível fazer uma rápida cronologia do vestuário partindo dos anos 1950 – época que as roupas eram feitas para um público classe média, adulto, refém da alta costura que vem de Paris –, passa pela primeira fase dos anos 1960 – possui uma fotografia de moda em que a mulher se torna ornamento, expansão das maisons, luta para que os padrões continuem, falta de atenção para o público adolescente, ausência de homens mas fotografias –, chega em meados de 1965 quando se há um estouro revolucionário na vestimenta advindo principalmente pelo público jovem. Daí até a década de 1970, abandona-se em partes a alta costura e abre-se espaço para estilos e peças de roupas que antes eram consideradas inimagináveis.

## Fotografia de Moda

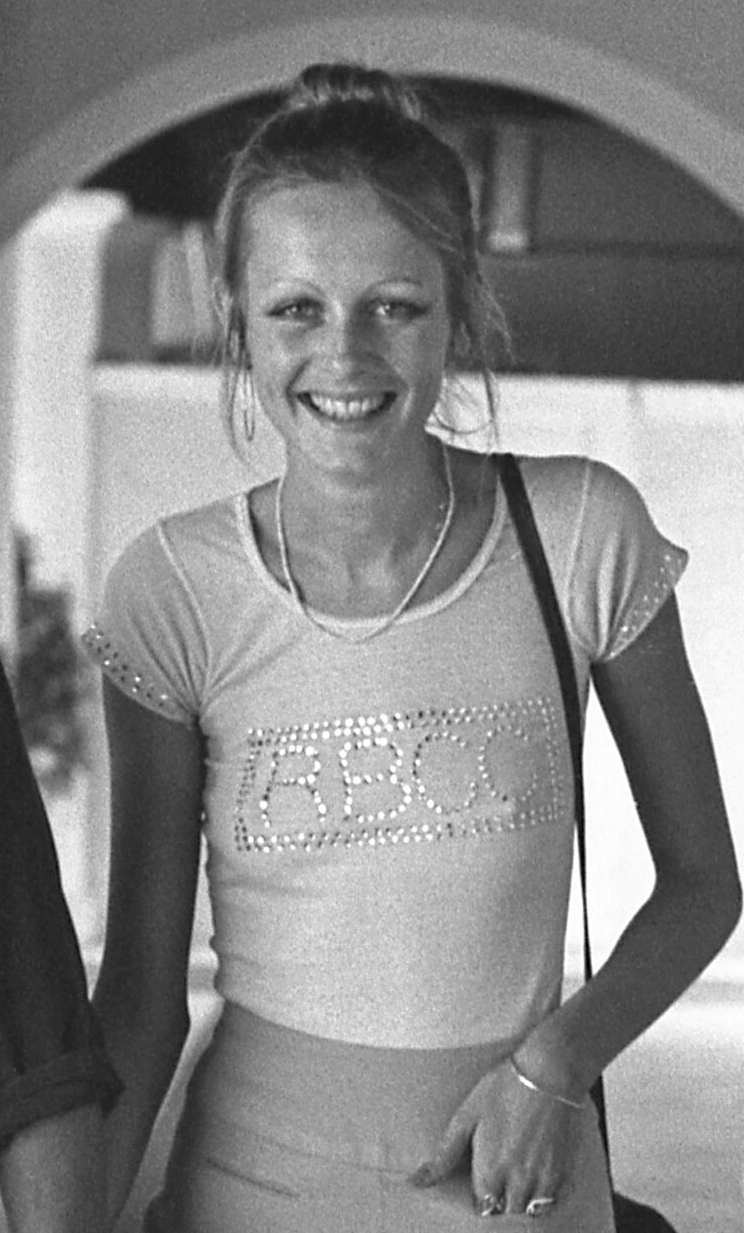
Modelo Twiggy

A fotografia de moda vai ser algo que estará presente nas revistas destinadas a mulheres e também em alguns jornais. Funciona como um enunciado que informa e como uma mediação entre as relações sociais de diferentes grupos e através dela é possível analisar uma imagem observando toda a sua trajetória. Com esse recurso a roupa deixa de ser só um acessório e passa a ter uma relação com quem a veste, ou seja, a roupa não será mais só um objeto, mas fará parte de algo e ganhará um novo significado. Na primeira metade dos anos 1960, a fotografia de moda ainda é algo muito sintético e as modelos são manequins ornamentados, não tendo grandes mudanças da década anterior. Todas as poses e gestos são treinados e calculados para que nada fosse exagerado, seguindo sempre a pose de uma bailarina que dessa forma estaria mostrando elegância. A fotografia de moda, nesse período, vai ter o objetivo somente da “exibição de todos os detalhes”, mostrando assim uma permanência e legitimação da “alta costura”. Em meados de 1960 a fotografia de moda começa a ficar mais difícil de caracterizar. As apresentações das roupas começam a passar por uma pluralidade de temas e a roupa, muitas das vezes, começa a ficar em segundo plano. Agora tudo o que é criado com as roupas tem um conceito que vai valer mais para o editorial do que para a vestimenta, ficando dessa vez em segundo plano. A questão da modelo manequim também só muda nesse período, quando a postura e expressão dos modelos serão levados mais em consideração. Além de serem inseridos novos equipamentos de iluminação, enquadramento, poses e as escolhas de cenários inusitados com modelos que não pertencem somente ao universo da moda. As fotografias de moda não são inocentes e não são separadas de poder ideológico, não está isento e por isso pode ditar aquilo que será ofertado. Elas estão interligadas com os propósitos artísticos e comerciais, podendo se apropriar de uma infinidade de temas.

## Mulheres
Como os anos de 1950 foram centrados em uma menor liberdade para a mulher, a década de 1960 proporciona uma quebra de paradigmas garantindo uma maior liberdade. Em uma tentativa de não se perder o conservadorismo das décadas anteriores, há uma tentativa de ajuste dessa moda revolucionária. O uso da minissaia vai fazer com que a moda que seria juvenil também passe a ser utilizada pelo público adulto. As mulheres mais velhas terão suas minissaias e muitas das vezes farão conjuntos que sirva para mãe e filha. 

### Mulher ornamento e Mulher dinâmica
A função da mulher, desde o período clássico na antiguidade se resumiu a função de educadora e matrona. Em uma sociedade com característica claramente patriarcal, a mulher possuía voz somente em assuntos essencialmente do lar, sendo esses relacionados a vontade do patriarca. Esse cenário que apesar de ser recorrente até os dias atuais, sofre grande transformação, de modo a estabelecer a mulher não somente como dona de casa, mas trabalhadora, guerrilheira, política, atleta, dentre outras características.
A mulher moderna dos anos 60 revela-se de grande impacto e importância ao lutar e desenvolver o seu papel no espaço fora de casa, movimentando ativamente a economia mundial. Em um período em que o chamado mundo civilizado está em constante cenário de guerras, e o recrutamento é exclusivamente reservado para a população masculina, a participação da mulher na Marcha da Família com Deus pela Liberdade, dentre outros cenários de manifestação, é de suma importância para a representação dela dentro do contexto mundial. As diferentes marchas de manifestação nesse período, em que em muitos casos se tornaram programas de família, em muitos casos associado ao primeiro momento revolucionário de mulheres de diferentes classes sociais, em um contexto em que mesmo com a garantia do voto desde a década de 1932, a relação entre mulher e política ainda se destacava como um território inexplorado. Ao sair da esfera meramente privada da família e ingressar na esfera pública – através da escolarização, do trabalho ou da militância política, no caso estudantil -, a mulher tem possibilidades de superar não só a alienação particular da sociedade capitalista, mas também a que lhe é imposta pela tradicional e histórica condição feminina.
Essa onda de transformação do papel social, intelectual e político da mulher, se destaca a nível mundial. Embora partidos tradicionalmente de direita utilizem essas transformações do cenário mundial para desenvolver sua ideologia, é com os partidos de esquerda que elevam a participação da mulher para os diferentes ramos ideários. Soma-se a isso, a transformação da família tradicional amplamente padronizada.
O debate acerca do corpo feminino e a exploração de temáticas em que exaltavam a conscientização de sua sexualidade como artefato próprio e não somente como um instrumento de saciedade masculina extrapolam a questão teórica nas cadeiras acadêmicas, e passam a fazer parte do debate social mundial.

## Os jovens
No início dos anos 60 havia uma exclusão da faixa etária mais nova, os jovens ficavam num limbo do vestuário, onde não sabiam se vestiam as roupas de criança ou as de adultos já que a alta costura não tinham os olhos voltados para eles. Não só certas faixas etárias eram excluídas como também o homem era excluído do cenário da moda, se tornando um “sujeito oculto”. Assim, a moda seria para todos, menos para o homem. No entanto, quando começam a ter visibilidade, acabam igualando-se à mulher da moda.

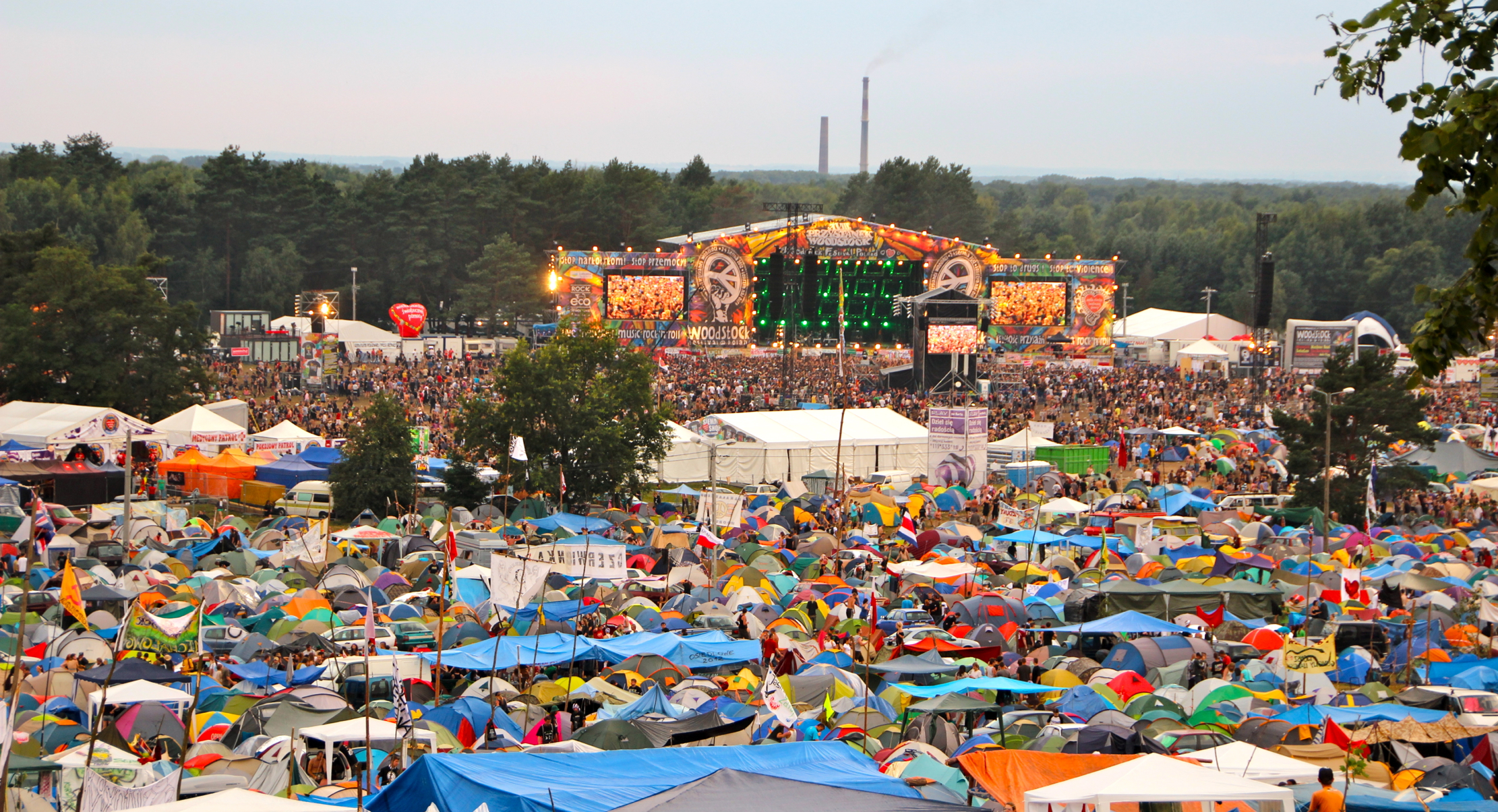
Festival de Woodstock 1969

Em meados dos anos 60, a moda se torna um divisor de águas na medida em que definirá uma moda destinada por faixa etária, fazendo com que os jovens tenham mais destaques e as barreiras entre gênero e classe fossem questionadas. Agora haveria uma “passagem da moda de ‘classe’ para a moda de ‘consumo’”, levando em conta que a moda começa a passar por mudanças em seu vestuário e a se tornar mais acessível a outras classes sociais. A alta costura vinda da França e que por muito tempo se fez referência, começa a perder seu lugar, abrindo espaço para uma moda que começa a surgir em Londres e que é adotada majoritariamente pelos jovens.
Os jovens vão se tornar ativos em movimentos sociais e revolucionários nesse período e não seria diferente no que concerne à moda. A alta costura começa a perder seu espaço e os jovens começam a montar roupas para eles, dando abertura para a moda de consumo. Nessa fase é quando começa a surgir também o movimento hippie, o início do rock and roll e desses estilos começa-se a ter uma moda diferenciada para os jovens. Com o uso da minissaia tentaram aproximar o adulto do jovem, como uma forma de permanência da moral e dos bons costumes, mas com essa nova moda essa aproximação não pôde ser possível. Esses jovens vão ser conhecidos como rebeldes pelo público mais velho. Além dos movimentos revolucionários da indumentária também, nas universidades, em principal as meninas, estarão revolucionando o espaço com o uso da minissaia. Antes um espaço em que não teriam tanta voz e espaço, o choque do uso da minissaia irá fazer com que as mulheres se imponham naquele meio.